# Entropie conjointe

Entropie conjointe.

En théorie de l'information, l'entropie conjointe est une mesure d'entropie utilisée en théorie de l'information, qui mesure la quantité d'information contenue dans un système de deux variables aléatoires (ou plus de deux). Comme les autres entropies, l'entropie conjointe est mesurée en bits ou en nats, selon la base du logarithme utilisée.

## Définition
Si chaque paire d'états possibles {\displaystyle (x,y)} des variables aléatoires {\displaystyle (X,Y)} ont une probabilité {\displaystyle p_{x,y}} alors l'entropie conjointe de {\displaystyle X} et {\displaystyle Y} est définie par :
{\displaystyle H(X,Y)=-\sum _{x,y}p_{x,y}\log _{2}(p_{x,y})\!}
où {\displaystyle log_{2}} est la fonction logarithme en base 2. Dit autrement, l'entropie conjointe de {\displaystyle X} et {\displaystyle Y} est l'entropie de {\displaystyle (X,Y)}.

## Propriétés
- L'entropie conjointe est supérieure ou égale à l'entropie d'une seule variable :

{\displaystyle H(X,Y)\geq H(X)}
- L'entropie conjointe est positive ou nulle :

{\displaystyle H(X,Y)\geq 0}
- Deux systèmes considérés ensemble ne peuvent pas apporter plus d'information que la somme des apports d'information de chacun :

{\displaystyle H(X,Y)\leq H(X)+H(Y)}
avec égalité si X et Y sont des variables aléatoires indépendantes.